# 北朝鮮によるミサイル発射実験 (1993年)

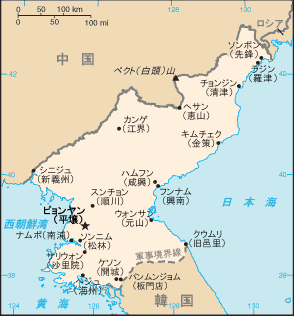
図中の元山（ウォンサン）から発射された

1993年の北朝鮮によるミサイル発射実験とは、1993年に北朝鮮が準中距離弾道ミサイル「ノドン1」を日本海に向けて発射した実験のこと。

## 概要
ノドンミサイルは5月29日に北朝鮮南東部に位置する江原道元山（ウォンサン）から発射されたが、日本・アメリカ両政府は本実験の公表を数日の間見送った。着弾地点は能登半島北方350km付近と考えられているものの、太平洋に着弾した可能性も後に示唆されている。本実験の思惑の一つは、イランに対してミサイルの信頼性を示し、ノドンと石油の取引を行うことであった。なお、イランの視察団が実験直前まで発射場にいたとの報道もある。
発射から約2週間後の6月11日、米朝共同声明が発表され、北朝鮮は今後も核拡散防止条約を遵守する意志を示した。また、翌年の1994年10月21日、米朝枠組み合意により北朝鮮への軽水炉提供が行われることになった。後の2006年のミサイル発射においても、同年10月の核実験と合わせて欧米や周辺国を揺さぶり、大量の重油を得ることに成功した。
これ以降の度重なる発射実験とは異なり、この実験では国際連合安全保障理事会の召集はおこなわれなかった。日本は技術支援をしたと強く疑われているイランに対しては、非難決議を行わなかった。